# 비밀정원
《비밀정원》은 대한민국의 걸 그룹 오마이걸의 다섯 번째 미니 음반이다. 2018년 1월 9일 로엔엔터테인먼트를 통하여 발매되었다.

## 개요
- 《COLORING BOOK》 이후 9개월 만에 발매하는 음반이자, 진이가 그룹에서 탈퇴한 이후 처음으로 나온 음반이다.
- 타이틀 곡인 〈비밀정원〉은 ‘정원 시리즈’의 첫 번째 곡이다.[1]

## 발매 과정
2016년 8월 오마이걸이 《내 얘길 들어봐》로 음악 방송을 진행하던 도중, 8월 25일 진이가 거식증 증상으로 활동을 잠정 중단하였다. 진이는 2017년 4월 발매된 《COLORING BOOK》 활동에도 참여하지 못하였으며, 같은 해 10월 30일 WM엔터테인먼트와의 전속계약을 해지하면서 오마이걸은 7인조로 재편되었다. 다음 날 오마이걸이 11월 중 새 음반을 낸다는 소식이 전해졌으나, 11월 15일 소속사의 발표에 의하여 컴백이 2018년 1월로 연기되었다.
2017년 12월 15일, 본 음반의 발매일이 2018년 1월 9일로 확정되었다. 이어 12월 23일 ‘비밀정원 관람안내’라는 이름의 컴백 관련 일정표가 공개됨과 동시에 음반의 이름이 ‘비밀정원’임이 밝혀졌다. 다음 날인 12월 24일 밤하늘을 별똥별이 가로질러 떨어지고 ‘비밀정원’이라는 문구가 떠오르는 콘셉트 티저가 공개되었다. 12월 27일 미니 콘서트 ‘오마이걸의 비밀정원’의 개최 소식이 전해짐과 함께 음반의 예약 판매가 개시되었다. 12월 29일에는 트랙리스트가 발표되었으며, 이듬해 1월 3일 음반에 수록된 전 곡의 일부분을 미리 공개하였다.
네 차례에 나누어 올라온 티저 사진은 몽환적 분위기와 밝은 분위기의 티저로 구분된다. 첫 번째 티저 사진이 공개된 것은 12월 25일로, 사진 속에서 분홍색 벨벳 드레스 차림의 멤버들은 나룻배에 탄 채 앞을 응시하고 있으며, 그 중 아린 혼자 연보라색 꽃을 손에 들었다. 다음 날 공개된 첫 개인 티저는 그 연장선상으로, 같은 배경과 복장으로 모든 멤버가 같은 꽃을 손으로 받치고 있다. 반면 2018년 1월 4일 공개된 두 번째 단체 티저는 연한 회색 배경을 뒤에 두고 꽃밭에 앉아 있는 모습이다. 마지막으로 1월 5일에는 같은 꽃밭에서 찍은 개인 티저와, 밤이 온 꽃밭에서 둘-셋-둘로 나누어 찍은 세 장의 단체 티저가 공개되었다.
특이하게도 본 음반에는 동화 형태의 일러스트레이션 티저가 별도로 존재하였다. 12월 28일 스토리북 티저가 공개된 이후, 12월 31일부터 이듬해 1월 2일까지 매일 서막, 1부, 2부로 나누어 일러스트레이션의 일부를 영상으로 공개하였다. 동화 전체는 음반에 수록되었다.
타이틀 곡 〈비밀정원〉은 12월 30일 가사 전부가 공개되었으며, 같은 날 오후 방송된 JTBC의 《아는 형님》을 통하여 하이라이트 부분의 곡과 안무가 미리 공개되었다. 이후 2018년 1월 6일 뮤직 비디오의 스포일러 영상이, 7일에는 뮤직 비디오 중 안무 장면 일부가, 8일에는 뮤직 비디오 전체에 대한 티저 영상이 공개되었다.

## 평가
이즘의 정유나는 종전까지의 오마이걸의 활동곡은 〈WINDY DAY〉의 후렴과 절의 연결 부분에 삽입된 인도풍 멜로디처럼 대중의 접근을 저해하는 요소가 있었음을 밝히면서, 보다 대중적이었던 〈한 발짝 두 발짝〉에서 오마이걸이 보여주었던 스타일이 〈비밀정원〉에서 따뜻한 가사와 함께 제시되었다고 평가하였다. 이어 타이틀 곡인 〈비밀정원〉, ‘이국적인 화성’이 독특한 〈Love O'clock〉, 〈LIAR LIAR〉나 〈I FOUND LOVE〉에서 느껴졌던 활기를 담아낸 〈Sixteen〉을 이 음반의 추천 곡으로 꼽았다.
아이돌로지의 김영대는 〈비밀정원〉이 대중성을 확보한 대신 오마이걸 고유의 몽환적인 매력을 다소 잃었다면서도, 스웨덴 팝의 ‘달콤하고 서정적인 매력’이 느껴지는 〈Love O'clock〉과 〈Butterfly〉 등으로 음반 전체의 음악성이 확보되었다고 말하였다. 심댱은 〈비밀정원〉을 신비로우면서도 ‘착한 모습’을 지닌 곡으로 언급하면서, 씩씩함이 느껴지는 〈Sixteen〉, 섬세함이 느껴지는 〈Magic〉 등의 곡에도 주목하였다. 햄촤는 〈비밀정원〉이 〈CLOSER〉처럼 오마이걸 고유의 색채를 잘 담아낸 곡이라면서, 다른 수록곡들도 이전 음반의 곡들과 이어지면서도 조금 더 성장하였다고 평가하였다.
아이돌로지의 랜디는 후렴이 챈트(chant) 구호로 된 〈Cupid〉로 시작하여 〈CLOSER〉나 〈WINDY DAY〉에 이르기까지 오마이걸의 기존 곡들은 실험적이었다고 밝혔다. 이에 비하여 〈비밀정원〉은 대한민국 가요의 보편적인 특징을 잘 따르고 있다는 점에서 다르다고 하였다. 그럼에도 가까운 사이에서의 비밀스러운 마음과 앞으로 성장할 가능성을 ‘정원’과 ‘씨앗’에 비유하고, 기존 오마이걸의 곡들과 달리 자신을 정확히 알고 선명한 목소리를 내는 화자를 내세운 서지음의 서정적인 가사로, 이 곡이 ‘지금까지 오마이걸이 쌓아온 세련을 이어간다’고 평가하였다. 나아가 단순한 연령이나 육체의 성장이 아닌 ‘진솔한 인간’으로서의 성장 서사가 대한민국 걸 그룹에서도 가능함을 이 곡으로 제시하였다고 논하였다.
빌보드의 타마르 허만(Tamar Herman)은 〈비밀정원〉이 가능성이라는 씨앗을 심어 미래를 향한 길을 걸어가자고 감미로운 목소리로 노래하는 곡이라고 평하였다.

## 수록곡
| #            | 제목             | 작사              | 작곡                                                        | 편곡  | 재생 시간 |
| ------------ | ---------------- | ----------------- | ----------------------------------------------------------- | ----- | --------- |
| 1.           | 〈비밀정원〉     | 서지음            | Steven Lee, Mayu Wakisaka, Sean Alexander                   | 4:04  |           |
| 2.           | 〈Love O'clock〉 | 서지음, 미미      | Andreas Öberg, Maria Marcus                                 | 3:56  |           |
| 3.           | 〈Butterfly〉    | Junebug, 미미     | Darren Smith, Andreas Öberg, Bo Riley, Sean Alexander       | 3:53  |           |
| 4.           | 〈Sixteen〉      | 서지음            | David Anthony, Sophie White, Samuel Cramer, Phoebe Jo Brown | 3:21  |           |
| 5.           | 〈Magic〉        | Mafly, ZNEE, 미미 | Andreas Öberg, Skylar Mones, Tiaan Williams                 | 3:04  |           |
| 총 재생 시간 | 총 재생 시간     | 총 재생 시간      | 총 재생 시간                                                | 18:18 |           |

## 차트
| 차트 (2018)                 | 최고 순위 |
| --------------------------- | --------- |
| 대한민국 (가온 차트 ‘주간’) | 4         |
| 대한민국 (가온 차트 ‘월간’) | 12        |

## 수상

### 음악 방송
| 프로그램                 | 날짜            |
| ------------------------ | --------------- |
| SBS MTV 《더 쇼 시즌 5》 | 2018년 1월 23일 |
| MBC MUSIC 《쇼 챔피언》  | 2018년 1월 24일 |

### 내용주
1. ↑  오마이걸의 첫 음악방송 1위이다. (출처, 출처2)

### 참조주
1. ↑  윤상근 (2018년 9월 10일). “오마이걸 "'불꽃놀이' EDM+서정성..엔딩요정되고파"”. 스타뉴스. 2018년 9월 24일에 확인함.
2. ↑  선미경 (2016년 8월 25일). “오마이걸 측 "진이, 거식증 증세로 활동중단..치료 지원"[공식입장]”. OSEN. 2018년 9월 24일에 확인함.
3. ↑  문경민 (2017년 3월 13일). “오마이걸 진이, 거식증으로 4월 신규 앨범 활동에 미참여(공식입장전문)”. 서울경제. 2018년 9월 24일에 확인함.
4. ↑  선미경 (2017년 10월 30일). “[공식입장] 오마이걸 측 "진이, 전속계약 해지→7인조 재편..건강이 우선"”. OSEN. 2018년 9월 24일에 확인함.
5. ↑  전아람 (2017년 10월 31일). “[단독] '진이 탈퇴' 오마이걸, 7인조 재편 후 11월 컴백 확정”. 엑스포츠뉴스. 2018년 9월 24일에 확인함.
6. ↑  선미경 (2017년 11월 15일). “[단독] 오마이걸, 11월→내년 1월로 컴백 연기.."완성도 위해"”. OSEN. 2018년 9월 24일에 확인함.
7. ↑  김예나 (2017년 12월 15일). “[단독] 오마이걸, 7인조 재편 후 첫 컴백…내년 1월 9일”. TV리포트. 2018년 9월 24일에 확인함.
8. ↑  이다원 (2017년 12월 23일). “오마이걸, 내년 1월9일 컴백 확정”. 스포츠경향. 2018년 9월 24일에 확인함.
9. ↑  김은애 (2017년 12월 24일). “'1월컴백' 오마이걸, 무빙티저 공개..신비로움의 완결체”. OSEN. 2018년 9월 24일에 확인함.
10. ↑  전효진 (2017년 12월 27일). “오마이걸, 미니콘서트 개최…오늘(27일) 미니 5집 예약 판매”. 스포츠동아. 2018년 9월 24일에 확인함.
11. ↑  정지원 (2017년 12월 29일). “'9개월만 컴백' 오마이걸, '비밀정원' 트랙리스트 공개”. OSEN. 2018년 9월 24일에 확인함.
12. ↑  정지원 (2018년 1월 3일). “[Oh!쎈 컷] "별빛요정 귀환"…오마이걸, '비밀정원' 프리뷰 공개”. OSEN. 2018년 9월 24일에 확인함.
13. ↑  박서현 (2017년 12월 25일). “오마이걸, '비밀정원' 컴백 첫 단체 티저 공개…별빛 요정들의 귀환”. 헤럴드POP. 2018년 9월 24일에 확인함.
14. ↑  정지원 (2017년 12월 26일). “[Oh!쎈 컷] "비현실적 미모"…오마이걸, '비밀정원' 첫 개인티저”. OSEN. 2018년 9월 24일에 확인함.
15. ↑  이혜랑 (2018년 1월 4일). “"한 폭의 그림동화"…오마이걸, 단체 티저 속 꽃의 요정들”. 헤럴드POP. 2018년 9월 24일에 확인함.
16. ↑  곽현수 (2018년 1월 5일). “오마이걸, ‘비밀정원’ 개인 및 유닛 티저 공개 ‘컴백 분위기 고조’”. 스포츠동아. 2018년 9월 24일에 확인함.
17. ↑  선미경 (2017년 12월 28일). “'컴백' 오마이걸 "새 앨범, 응원이자 위로의 이야기"”. OSEN. 2018년 9월 24일에 확인함.
18. ↑  이지석 (2017년 12월 31일). “오마이걸, '비밀정원' 일러스트레이션 동화 서막 티저 공개”. 스포츠서울. 2018년 9월 24일에 확인함.
19. 1 2  전아람 (2018년 1월 2일). “"몽환美 가득"…오마이걸, 신곡 '비밀정원' 마지막 티저”. 엑스포츠뉴스. 2018년 9월 24일에 확인함.
20. ↑  윤상근 (2017년 12월 30일). “오마이걸 '비밀정원' 가사 티저 "긴 꿈을 꾸고 있어"”. 스타뉴스. 2018년 9월 24일에 확인함.
21. ↑  김경식 (2017년 12월 31일). “오마이걸, ‘아는형님’서 D-10, 신곡 ‘비밀정원’ 최초 공개”. 한국경제. 2020년 10월 12일에 확인함.[깨진 링크(과거 내용 찾기)]
22. ↑  정지원 (2018년 1월 6일). “[Oh!쎈 컷] "세젤예 비주얼"…'컴백' 오마이걸, '비밀정원' 스포일러”. OSEN. 2018년 9월 24일에 확인함.
23. ↑  양지연 (2018년 1월 7일). “'컴백 D-2' 오마이걸, '비밀정원' 퍼포먼스 공개…블랙스완 변신”. 서울경제. 2018년 9월 24일에 확인함.
24. ↑  이혜랑 (2018년 1월 8일). “"순정만화 찢고 나왔니?"…'컴백 D-1' 오마이걸, 역대급 뮤비 티저”. 헤럴드POP. 2018년 9월 24일에 확인함.
25. ↑  정유나 (2018년 1월). “앨범 리뷰 - 비밀정원”. 이즘. 2018년 9월 24일에 확인함.[깨진 링크(과거 내용 찾기)]
26. ↑  김영대; 심댱; 햄촤 (2018년 1월 15일). “Draft : 오마이걸 – 비밀정원 (2018)”. 아이돌로지. 2018년 9월 24일에 확인함.
27. ↑  랜디 (2018년 4월 13일). “오마이걸의 ‘비밀정원’ – 조용히 생동하는 서정성”. 아이돌로지. 2018년 9월 24일에 확인함.
28. ↑  Tamar Herman (2018년 1월 10일). “Oh My Girl Dreams of Growing Their 'Secret Garden' in New Single” (영어). Billboard. 2018년 9월 24일에 확인함.
29. ↑  “앨범 주간 차트 2018년 2주차”. 《가온 차트》. 2018년 1월 18일.
30. ↑  “앨범 월간 차트 2018년 1월”. 《가온 차트》. 2018년 2월 8일.